# M88 (astronomia)
M 88 (nota anche come  NGC 4501) è una galassia a spirale visibile nella costellazione della Chioma di Berenice; fu scoperta da Charles Messier nel 1781. Fa parte dell'Ammasso della Vergine.

## Osservazione

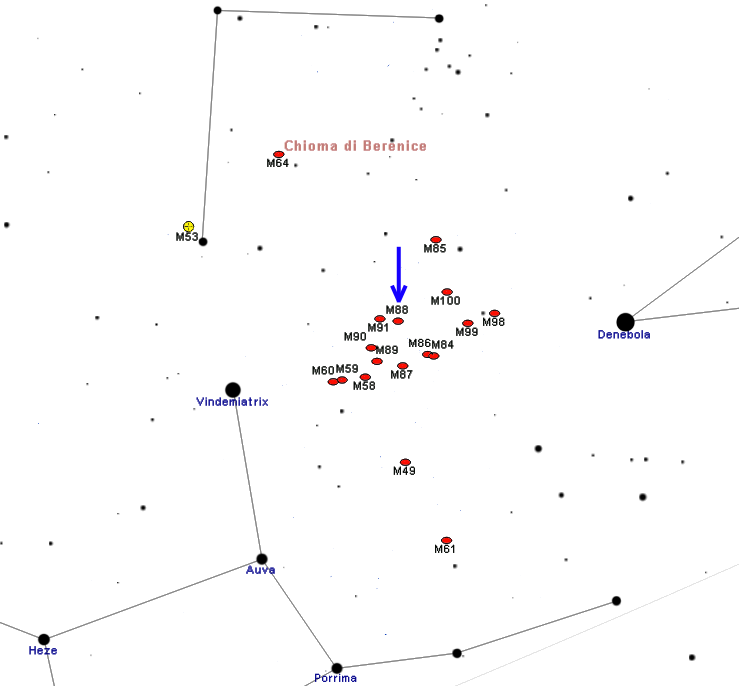
Mappa per individuare M88.

M88 si trova in una regione di cielo priva di stelle di riferimento, fra le costellazioni della Vergine e della Chioma di Berenice; la si può trovare circa a metà strada e poco a nord della linea che congiunge le stelle Denebola e Vindemiatrix. La sua luminosità è al limite della visibilità con un binocolo di media potenza, mentre con un telescopio da 80mm di apertura si presenza come una chiazza chiara leggermente allungata; in un 150mm appare come un'ellisse allungato in senso SE-NW, con un nucleo centrale più luminoso. Telescopi da 200 o 300mm mostrano un alone esteso in cui si evidenziano tracce dei bracci di spirale.
M88 può essere osservata con facilità da entrambi gli emisferi terrestri e da tutte le aree abitate della Terra, grazie al fatto che la sua declinazione non è eccessivamente settentrionale; dalle regioni boreali è maggiormente osservabile e si presenta estremamente alto nel cielo nelle notti di primavera, mentre dall'emisfero australe appare mediamente più basso, ad eccezione delle aree prossime all'equatore. Il periodo migliore per la sua osservazione nel cielo serale è quello compreso fra febbraio e agosto.

## Storia delle osservazioni
La galassia fu scoperta da Charles Messier nel corso del 1781, il quale oltre ad inserirla nel suo celebre catalogo ne fornì i dettagli osservativi: afferma infatti che è una nebulosa estremamente debole; assieme a questa il Messier scoprì un gran numero di altre galassie in questa regione di cielo. John Herschel la descrisse come una nebulosa luminosa, molto larga e di forma fortemente ellittica, lunga 8' e larga 1' e con la metà superiore più luminosa di quella meridionale; altri osservatori, come l'ammiraglio Smyth e Lord Rosse descrissero quest'oggetto in maniera simile.

## Caratteristiche
M88 appartiene all'Ammasso della Vergine; la sua inclinazione rispetto alla nostra linea di vista è di circa 30°, sufficiente perché siano visibili le strutture dei bracci di spirale, che appaiono ben marcati; le sue dimensioni sono pari a 130.000 anni luce, dunque superiori a quelle della Via Lattea, così come la sua massa, stimata in circa 200 miliardi di masse solari. La distanza sarebbe di circa 50 milioni di anni luce. Secondo le stime sulla sua velocità radiale la galassia retrocede da noi alla velocità di 2.285 km/s; nel maggio del 1999 è stata osservata una supernova denominata come SN 1999cl, che raggiunse una magnitudine apparente pari a 13,6.

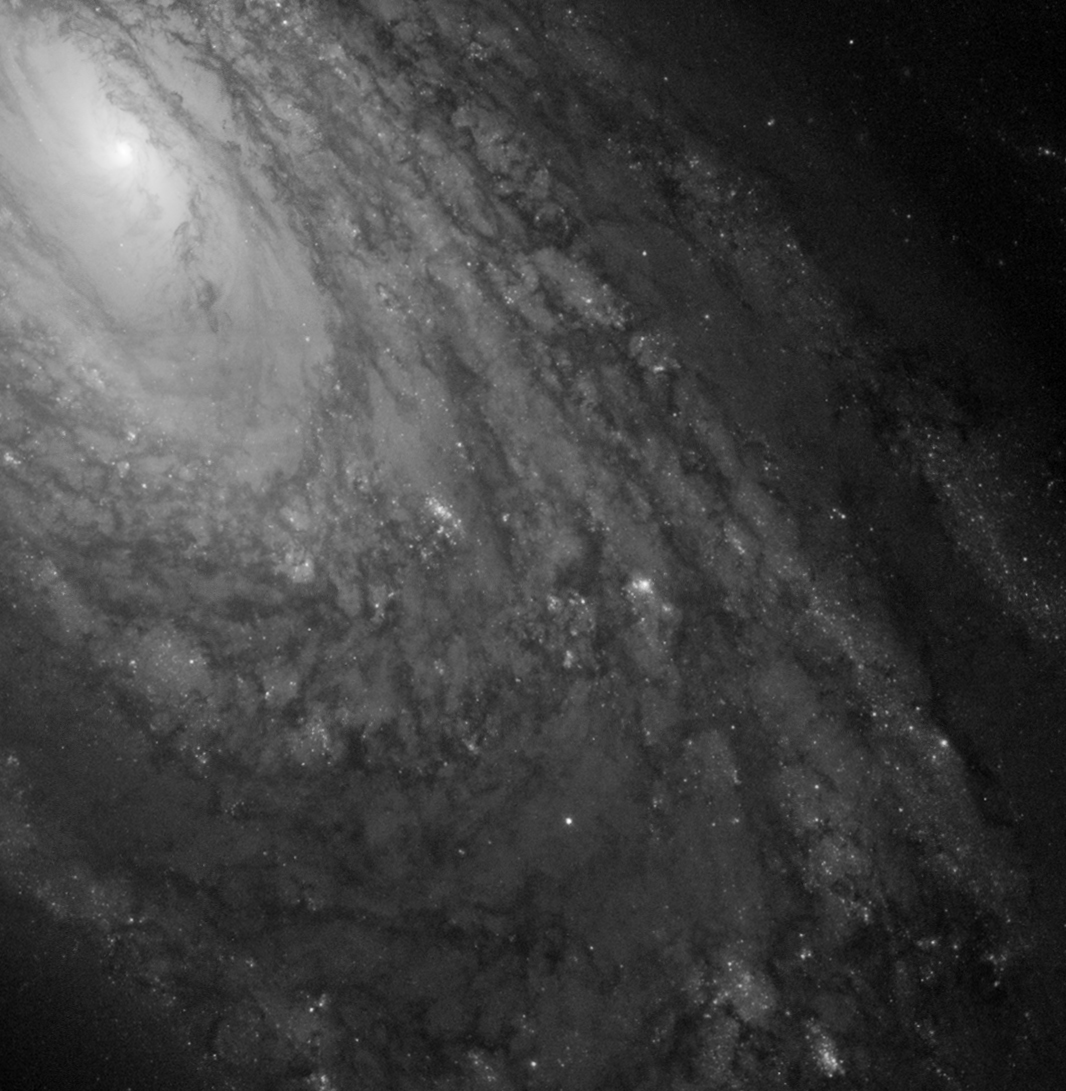
M88  (HST WFPC 2)
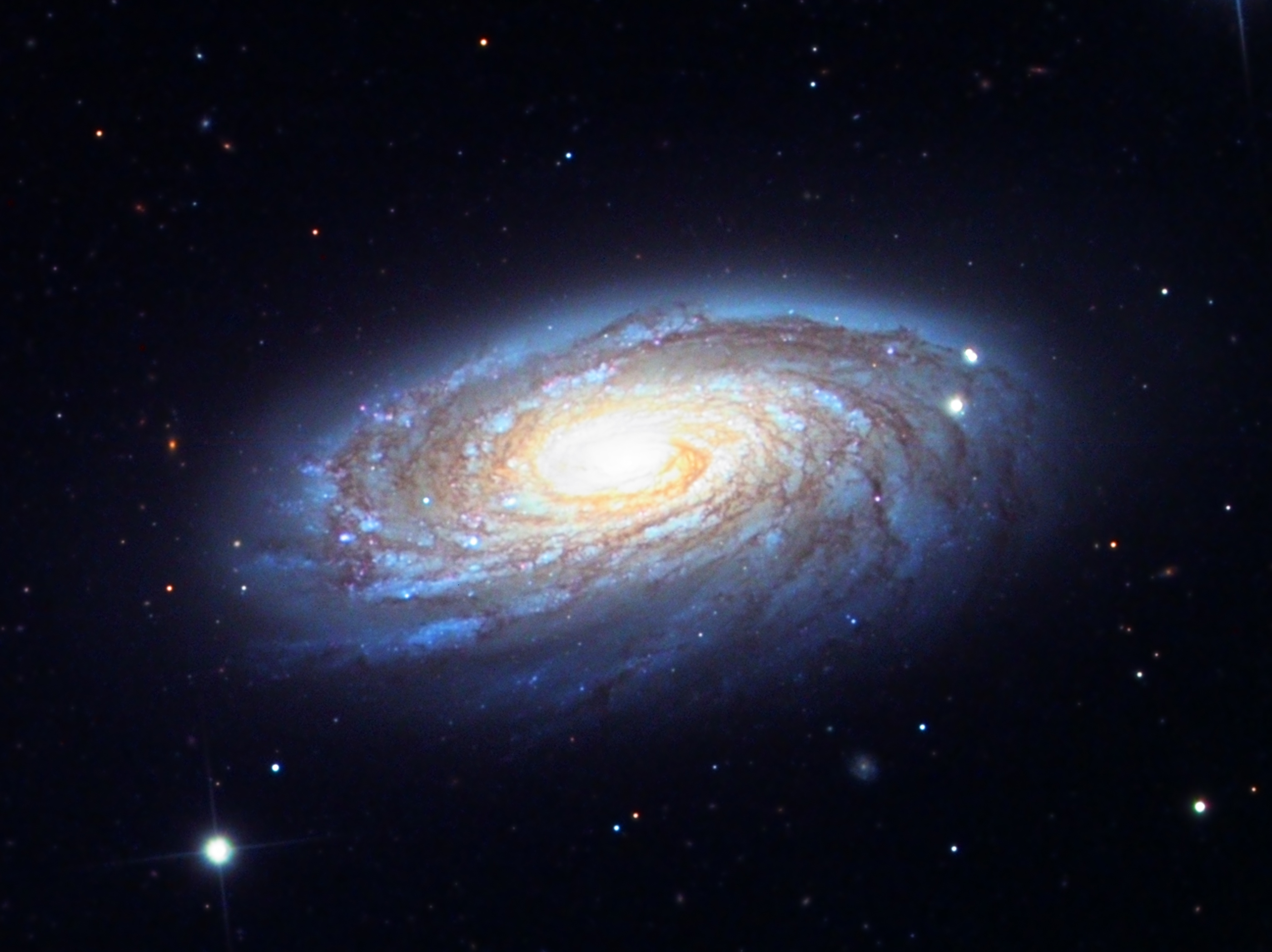
M88  (Mt. Lemmon, Az)
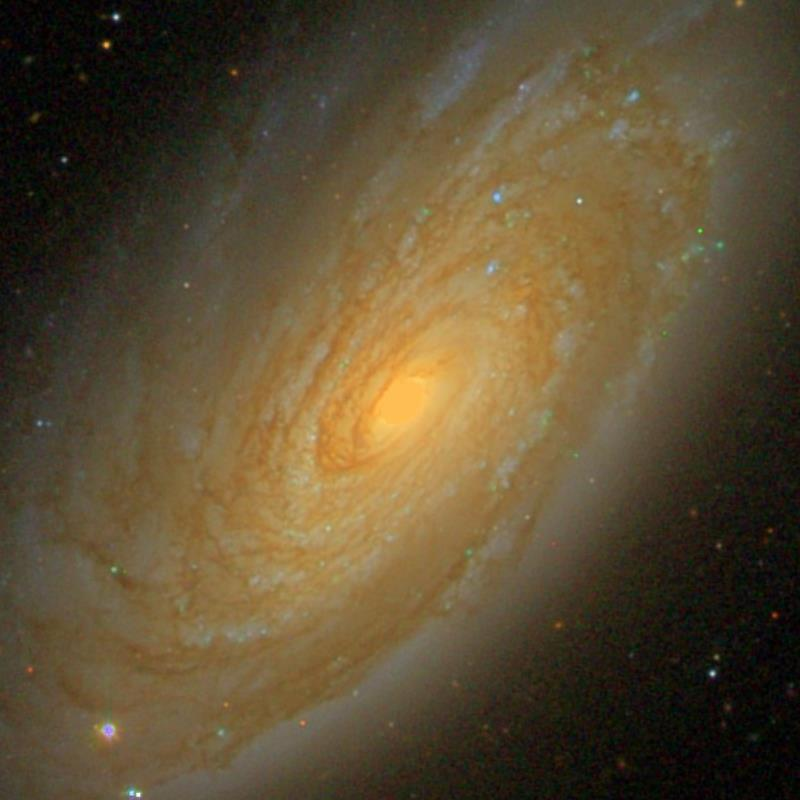
M88  (SDSS DR14)
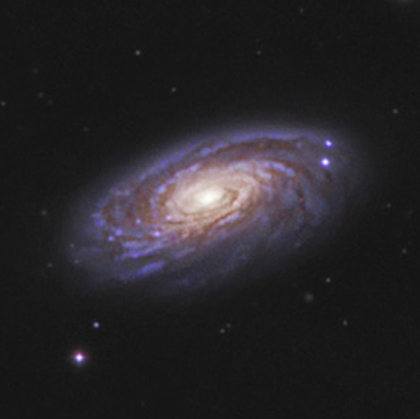
M88  (telescopio amatoriale)
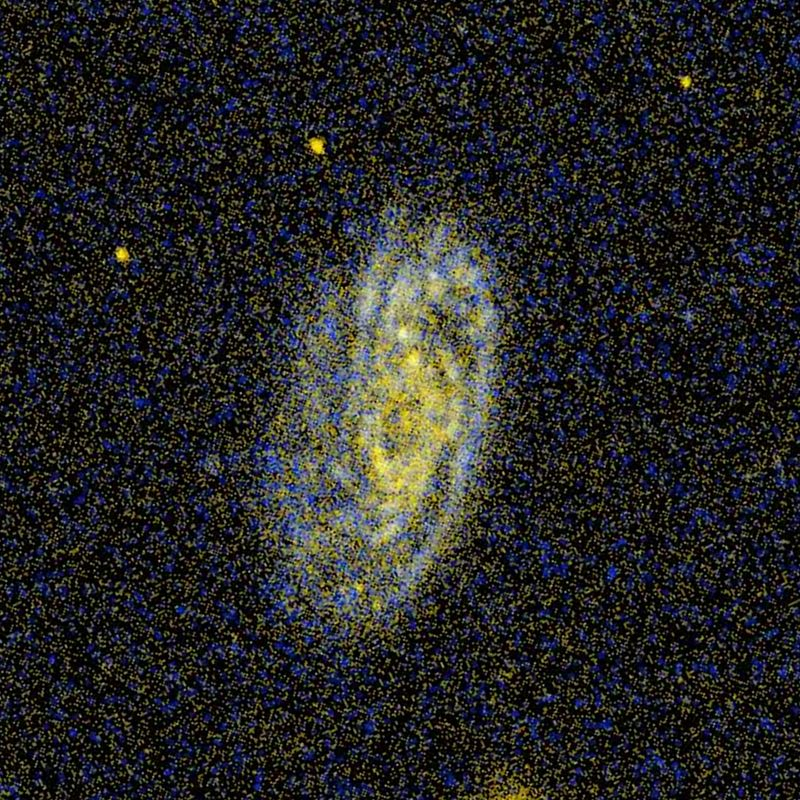
M88  (UV - GALEX)
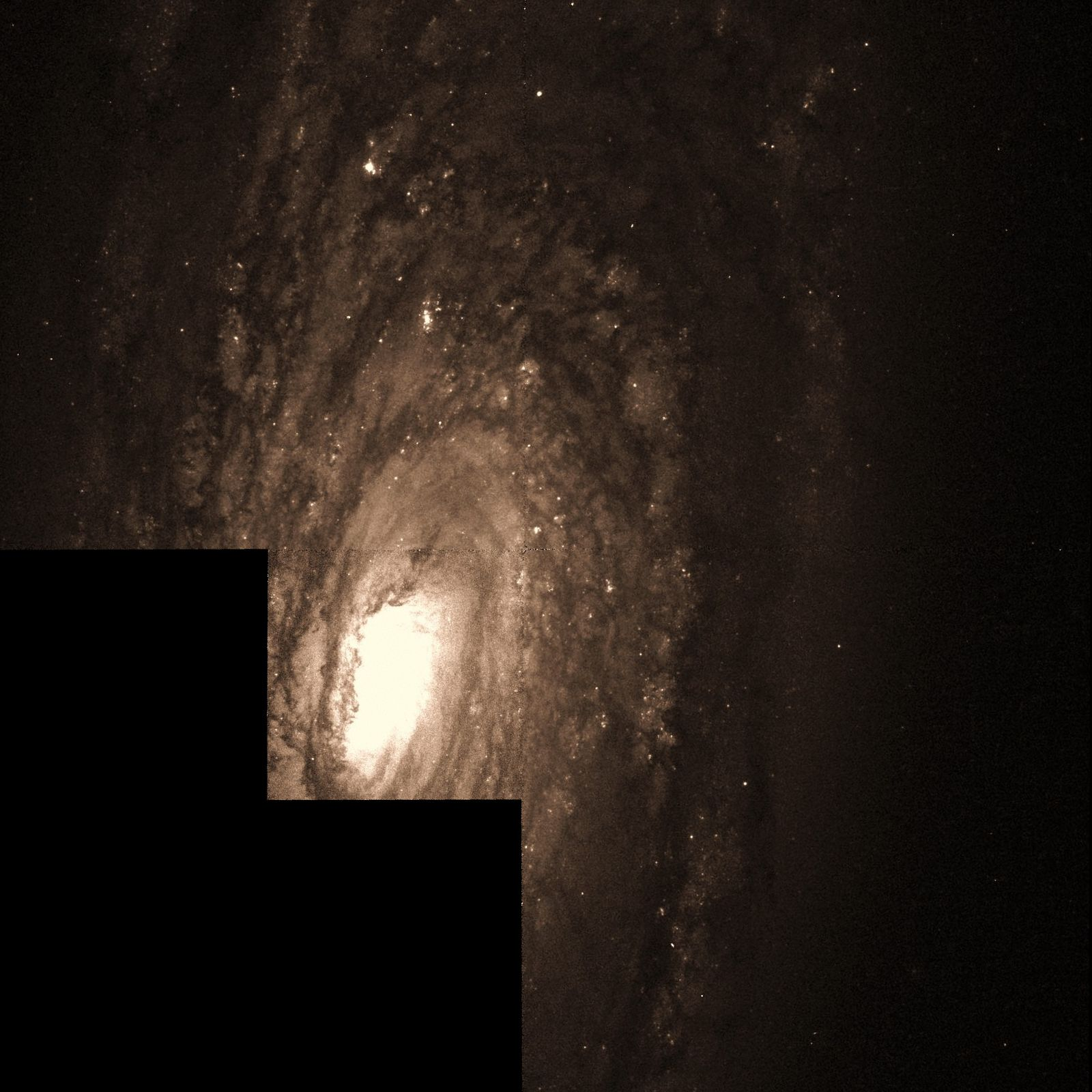
M88  (WikiSky)

### Libri
- (EN) Stephen James O'Meara, Deep Sky Companions: The Messier Objects, Cambridge University Press, 1998, ISBN 0-521-55332-6.
- (EN) Robert Burnham, Jr., Burnham's Celestial Handbook:  Volume Two, New York, Dover Publications, Inc., 1978.
- (EN) Chaisson, McMillan, Astronomy Today, 6ª ed., Englewood Cliffs, Prentice-Hall, Inc., 1993, ISBN 0-13-240085-5.
- (EN) Thomas T. Arny, Explorations: An Introduction to Astronomy, 2ª ed., Boston, McGraw-Hill, 2000, ISBN 0-8151-0292-5.
- AA.VV, L'Universo - Grande enciclopedia dell'astronomia, Novara, De Agostini, 1996.
- J. Gribbin, Enciclopedia di astronomia e cosmologia, Milano, Garzanti, 2005, ISBN 88-11-50517-8.
- W. Owen, et al, Atlante illustrato dell'Universo, Milano, Il Viaggiatore, 2006, ISBN 88-365-3679-4.
- J. Lindstrom, Stelle, galassie e misteri cosmici, Trieste, Editoriale Scienza, 2006, ISBN 88-7307-326-3.

### Carte celesti
- Toshimi Taki, Taki's 8.5 Magnitude Star Atlas, su geocities.jp, 2005. URL consultato il 7 novembre 2010 (archiviato dall'url originale il 5 novembre 2018). - Atlante celeste liberamente scaricabile in formato PDF.
- Tirion, Rappaport, Lovi, Uranometria 2000.0 - Volume I - The Northern Hemisphere to -6°, Richmond, Virginia, USA, Willmann-Bell, inc., 1987, ISBN 0-943396-14-X.
- Tirion, Sinnott, Sky Atlas 2000.0 - Second Edition, Cambridge, USA, Cambridge University Press, 1998, ISBN 0-933346-90-5.
- Tirion, The Cambridge Star Atlas 2000.0, 3ª ed., Cambridge, USA, Cambridge University Press, 2001, ISBN 0-521-80084-6.